# The Meanest Man on Earth
The Meanest Man on Earth è un cortometraggio muto del 1909 diretto da Lewin Fitzhamon.

## Trama
Il padre di lei è un avaraccio. Per fargli scucire qualche soldo, lei e il suo innamorato si travestono da banditi per rapinare il vecchio.

## Produzione
Il film fu prodotto dalla Hepworth.

## Distribuzione
Distribuito dalla Hepworth, il film - un cortometraggio di 152 metri - uscì nelle sale cinematografiche britanniche nell'agosto 1909.
Si conoscono pochi dati del film che, prodotto dalla Hepworth, fu distrutto nel 1924 dallo stesso produttore, Cecil M. Hepworth. Fallito, in gravissime difficoltà finanziarie, il produttore pensò in questo modo di poter almeno recuperare il nitrato d'argento della pellicola.